# بروتين الريبوسوم L41
بروتين الريبوسوم L41 (بالإنجليزية: Ribosomal Protein L41)‏ (RPL41) هوَ بروتين يُشَفر بواسطة جين RPL41 في الإنسان. الريبوسومات هي العضيات التي تحفز تخليق البروتين، تتكون من وحدة فرعية صغيرة 40S ووحدة فرعية كبيرة 60S. تتكون هذه الوحدات الفرعية معًا من 4 أنواع من رنا RNA وحوالي 80 بروتينًا مميزًا من الناحية الهيكلية. ويعد أحد مكونات الوحدة الكبرى 60S للريبوسوم والذي يلعب دورًا مهمًا في الترجمة في عملية الاصطناع الحيوي للبروتين (التي تشكل جزءا من عملية التعبير الجيني).

## الأهمية السريرية
وجد أنه له تأثير مؤازر مع دواء كاربوبلاتين ويستخدم في تحسين الفاعلية في علاج ورم الجذيعات الشبكية.

## روابط خارجية
- نظرة شاملة على جميع المعلومات الهيكلية المتاحة في بنك بيانات البروتينات (PDB) لـقاعدة البيانات يونيبروت (UniProt): P62945 (بروتين الريبوسوم L41) في بنك بيانات البروتين في أوروبا (PDBe-KB).